# Lo spezzaossa
Lo spezzaossa (The Naked Man) è un film statunitense del 1998 diretto da J. Todd Anderson.